# Giro dell'Appennino 1951
Il Giro dell'Appennino 1951, dodicesima edizione della corsa, si svolse il 19 agosto 1951, su un percorso di 230 km. La vittoria fu appannaggio dell'italiano Rinaldo Moresco, che completò il percorso in 6h32'00", precedendo i connazionali Giovanni Pettinati e Franco Franchi.
I corridori che partirono furono 70, mentre coloro che tagliarono il traguardo di Pontedecimo furono 28. 

## Ordine d'arrivo (Top 10)
| Pos. | Corridore          | Squadra          | Tempo    |
| ---- | ------------------ | ---------------- | -------- |
| 1    | Rinaldo Moresco    | Wilier Triestina | 6h32'00" |
| 2    | Giovanni Pettinati | Benotto          | a 37"    |
| 3    | Franco Franchi     | Ganna            | a 58"    |
| 4    | Danilo Barozzi     | Atala            | a 2'41"  |
| 5    | Angelo Conterno    | Fréjus-Ursus     | s.t.     |
| 6    | Armando Barducci   | Tebag            | s.t.     |
| 7    | Lido Sartini       | Stucchi          | s.t.     |
| 8    | Giorgio Albani     | Legnano          | a 3'53"  |
| 9    | Renato Barbiero    | Guerra           | s.t.     |
| 10   | Arrigo Padovan     | Atala            | s.t.     |